# Serie A 1973 (hockey su pista)
La Serie A 1973 è stata la 50ª edizione (la 24ª a girone unico), del torneo di primo livello del campionato italiano di hockey su pista. La competizione ha avuto inizio il 28 aprile e si è conclusa il 13 ottobre 1973.
Lo scudetto è stato conquistato dal Novara per la diciassettesima volta, la quinta consecutiva, nella sua storia.

## Stagione

Beniamino Battistella capocannoniere del torneo.

### Novità
A prendere il testimone del CGC Viareggio e dell'ENEL Bari retrocesse in serie B vi furono, vincendo il campionato cadetto, la Goriziana e l'MDA Roma entrambe all'esordio in massima categoria. Al torneo parteciparono: Amatori Lodi, Amatori Modena, Bassano, DLF Trieste, Laverda Breganze, Marzotto Valdagno, Monza, Novara (campione in carica), Follonica, Triestina e appunto la Goriziana e l'MDA Roma.

### Formula
La formula del campionato fu la stessa della stagione precedente; la manifestazione fu organizzata con un girone all'italiana, con gare di andata e ritorno per un totale di 22 giornate: erano assegnati 2 punti per l'incontro vinto e un punto a testa per l'incontro pareggiato, mentre non ne era attribuito alcuno per la sconfitta. Al termine del campionato la prima squadra classificata venne proclamata campione d'Italia mentre l'undicesima e la dodicesima classificate retrocedettero in serie B.

### Avvenimenti
Il campionato iniziò il 28 aprile e si concluse Il 13 ottobre 1973. L'inizio del torneo fu caratterizzato come al solito dalla fuga in solitaria del Novara campione in carica capace di infilare nove vittorie consecutive e di prendere la testa solitaria già dalla quarta giornata. Da segnalare che dopo ottantaquattro turni di campionato la formazione piemontese incappò in una sconfitta in quel di Monza. In questo modo sia i brianzoli sia il Breganze si riavvicinarono in classifica alla squadra di testa. In particolare sarà il Breganze a duellare fino alla fine della stagione con il Novara; saranno comunque i piemontesi a spuntarla alla fine della stagione, laureandosi nuovamente campioni d'Italia. Un buon campionato venne disputato dall'Amatori Lodi che giunse quarto e dalla Pol. Follonica che giunse quinta. Fu invece l'Amatori Modena che fece una stagione deludente salvandosi solo nelle ultime giornate del torneo. A retrocedere in serie B furono l'MDA Roma e il DLF Trieste; per la formazione dei ferrovieri questo fu l'ultimo campionato di serie A disputato. Il biancoazzurri di Trieste disputeranno ancora alcuni tornei  di serie B prima della chiusura definitiva della sezione hockeystica della polisportiva. Beniamino Battistella del Novara segnando 66 reti vinse per la quarta volta la classifica dei cannonieri.

## Squadre partecipanti
| Club              | Stag.    | Città                   | Impianto                    | Stagione precedente              |
| ----------------- | -------- | ----------------------- | --------------------------- | -------------------------------- |
| Amatori Lodi      | dettagli | Lodi (MI)               | PalaRiboni                  | 8º in Serie A                    |
| Amatori Modena    | dettagli | Modena                  | PalaMolza                   | 5º in Serie A                    |
| Bassano           | dettagli | Bassano del Grappa (VI) | Centro Giov. Bassano        | 7º in Serie A                    |
| DLF Trieste       | dettagli | Trieste                 | PalaChiarbola               | 6º in Serie A                    |
| Follonica         | dettagli | Follonica (GR)          | Pista Armeni                | 10º in Serie A                   |
| Goriziana         | dettagli | Gorizia                 | Palestra Valletta del Corno | In Serie B, promosso             |
| Laverda Breganze  | dettagli | Breganze (VI)           | Centro Giov. Don Bosco      | 2º in Serie A                    |
| Marzotto Valdagno | dettagli | Valdagno (VI)           | PalaSoldà                   | 9º in Serie A                    |
| MDA Roma          | n.d.     | Roma                    | Aeroporto di Bracciano (RM) | In Serie B, promosso             |
| Monza             | dettagli | Monza (MI)              | Pista di via Boccaccio      | 3º in Serie A                    |
| Novara            | dettagli | Novara                  | Palazzetto dello sport      | 1º in Serie A, campione d'Italia |
| Triestina         | dettagli | Trieste                 | PalaChiarbola               | 4º in Serie A                    |

### Allenatori e primatisti
| Squadra           | Allenatore      | Cannoniere                      |
| ----------------- | --------------- | ------------------------------- |
| Amatori Lodi      |                 |                                 |
| Amatori Modena    |                 |                                 |
| Bassano           |                 |                                 |
| DLF Trieste       |                 |                                 |
| Goriziana         |                 |                                 |
| Laverda Breganze  |                 |                                 |
| Marzotto Valdagno |                 |                                 |
| MDA Roma          |                 |                                 |
| Monza             |                 |                                 |
| Novara            | Gianpietro Aina | Beniamino Battistella (60 reti) |
| Follonica         |                 |                                 |
| Triestina         |                 |                                 |

## Risultati
| Andata (1ª) | Andata (1ª) | Prima giornata                | Ritorno (12ª) | Ritorno (12ª) |
|             |             |                               |               |               |
| 28 apr.     | 2-2         | Amatori Lodi-Laverda Breganze | 2-4           | 14 lug.       |
| 28 apr.     | 6-3         | Bassano-Amatori Modena        | 1-5           | 14 lug.       |
| 28 apr.     | 3-6         | DLF Trieste-Novara            | 1-17          | 14 lug.       |
| 28 apr.     | 3-2         | Pol. Follonica-Triestina      | 2-8           | 14 lug.       |
| 28 apr.     | 4-5         | Marzotto Valdagno-Monza       | 4-5           | 14 lug.       |
| 28 apr.     | 4-6         | MDA Roma-Goriziana            | 2-1           | 14 lug.       |

| Andata (2ª) | Andata (2ª) | Seconda giornata            | Ritorno (13ª) | Ritorno (13ª) |
|             |             |                             |               |               |
| 5 mag.      | 8-3         | Amatori Modena-DLF Trieste  | 4-5           | 21 lug.       |
| 5 mag.      | 11-3        | Laverda Breganze-Bassano    | 7-4           | 21 lug.       |
| 5 mag.      | 0-2         | MDA Roma-Amatori Lodi       | 1-2           | 21 lug.       |
| 5 mag.      | 9-3         | Monza-Goriziana             | 3-3           | 21 lug.       |
| 5 mag.      | 13-4        | Novara-Pol. Follonica       | 8-3           | 21 lug.       |
| 5 mag.      | 7-5         | Triestina-Marzotto Valdagno | 5-11          | 21 lug.       |

| Andata (3ª) | Andata (3ª) | Terza giornata            | Ritorno (14ª) | Ritorno (14ª) |
|             |             |                           |               |               |
| 12 mag.     | 7-2         | Amatori Lodi-Triestina    | 6-4           | 28 lug.       |
| 12 mag.     | 4-5         | Amatori Modena-Monza      | 3-7           | 28 lug.       |
| 12 mag.     | 11-6        | Bassano-Marzotto Valdagno | 2-4           | 28 lug.       |
| 12 mag.     | 5-0         | Pol. Follonica-MDA Roma   | 4-1           | 28 lug.       |
| 12 mag.     | 4-2         | Novara-Laverda Breganze   | 4-7           | 28 lug.       |
| 12 mag.     | 3-3         | DLF Trieste-Goriziana     | 3-10          | 28 lug.       |

| Andata (4ª) | Andata (4ª) | Quarta giornata              | Ritorno (15ª) | Ritorno (15ª) |
|             |             |                              |               |               |
| 19 mag.     | 5-3         | Amatori Lodi-Pol. Follonica  | 2-4           | 25 ago.       |
| 19 mag.     | 5-4         | Goriziana-Amatori Modena     | 6-6           | 25 ago.       |
| 19 mag.     | 7-3         | Laverda Breganze-DLF Trieste | 9-3           | 25 ago.       |
| 19 mag.     | 4-9         | Marzotto Valdagno-Novara     | 3-5           | 25 ago.       |
| 19 mag.     | 3-4         | MDA Roma-Bassano             | 3-6           | 25 ago.       |
| 19 mag.     | 6-3         | Triestina-Monza              | 3-4           | 25 ago.       |

| Andata (5ª) | Andata (5ª) | Quinta giornata               | Ritorno (16ª) | Ritorno (16ª) |
|             |             |                               |               |               |
| 26 mag.     | 1-2         | Amatori Modena-Amatori Lodi   | 5-5           | 1º set.       |
| 26 mag.     | 5-4         | Bassano-Pol. Follonica        | 2-9           | 1º set.       |
| 26 mag.     | 0-3         | DLF Trieste-Marzotto Valdagno | 8-14          | 1º set.       |
| 26 mag.     | 4-6         | Goriziana-Triestina           | 6-8           | 1º set.       |
| 26 mag.     | 6-3         | Monza-Laverda Breganze        | 2-11          | 1º set.       |
| 26 mag.     | 8-3         | Novara-MDA Roma               | 6-0           | 1º set.       |

| Andata (6ª) | Andata (6ª) | Sesta giornata                | Ritorno (17ª) | Ritorno (17ª) |
|             |             |                               |               |               |
| 2 giu.      | 2-4         | Amatori Lodi-Novara           | 3-7           | 8 set.        |
| 2 giu.      | 2-8         | Bassano-Monza                 | 5-8           | 8 set.        |
| 2 giu.      | 8-3         | Pol. Follonica-Amatori Modena | 7-4           | 8 set.        |
| 2 giu.      | 9-4         | Marzotto Valdagno-Goriziana   | 5-4           | 8 set.        |
| 2 giu.      | 3-8         | MDA Roma-Laverda Breganze     | 4-7           | 8 set.        |
| 2 giu.      | 7-5         | Triestina-DLF Trieste         | 7-3           | 8 set.        |

| Andata (7ª) | Andata (7ª) | Settima giornata                 | Ritorno (18ª) | Ritorno (18ª) |
|             |             |                                  |               |               |
| 9 giu.      | 2-3         | DLF Trieste-MDA Roma             | 6-5           | 15 set.       |
| 9 giu.      | 7-5         | Goriziana-Bassano                | 5-4           | 15 set.       |
| 9 giu.      | 4-4         | Laverda Breganze-Triestina       | 2-1           | 15 set.       |
| 9 giu.      | 4-6         | Marzotto Valdagno-Pol. Follonica | 4-8           | 15 set.       |
| 9 giu.      | 4-5         | Monza-Amatori Lodi               | 3-5           | 15 set.       |
| 9 giu.      | 4-2         | Novara-Amatori Modena            | 11-4          | 15 set.       |

| Andata (8ª) | Andata (8ª) | Ottava giornata                  | Ritorno (19ª) | Ritorno (19ª) |
|             |             |                                  |               |               |
| 9 giu.      | 3-3         | Amatori Modena-Marzotto Valdagno | 8-5           | 22 set.       |
| 9 giu.      | 4-4         | Bassano-Amatori Lodi             | 2-8           | 22 set.       |
| 9 giu.      | 3-3         | Pol. Follonica-Laverda Breganze  | 1-3           | 22 set.       |
| 9 giu.      | 1-7         | Goriziana-Novara                 | 4-13          | 22 set.       |
| 9 giu.      | 7-3         | Monza-DLF Trieste                | 4-5           | 22 set.       |
| 9 giu.      | 4-2         | Triestina-MDA Roma               | 3-2           | 22 set.       |

| Andata (9ª) | Andata (9ª) | Nona giornata                      | Ritorno (20ª) | Ritorno (20ª) |
|             |             |                                    |               |               |
| 23 giu.     | 8-3         | Amatori Lodi-DLF Trieste           | 6-2           | 29 set.       |
| 23 giu.     | 5-3         | Pol. Follonica-Goriziana           | 4-8           | 29 set.       |
| 23 giu.     | 10-2        | Laverda Breganze-Marzotto Valdagno | 5-1           | 29 set.       |
| 23 giu.     | 4-5         | MDA Roma-Monza                     | 0-3           | 29 set.       |
| 23 giu.     | 6-0         | Novara-Bassano                     | 8-0           | 29 set.       |
| 23 giu.     | 4-3         | Triestina-Amatori Modena           | 2-8           | 29 set.       |

| Andata (10ª) | Andata (10ª) | Decima giornata                | Ritorno (21ª) | Ritorno (21ª) |
|              |              |                                |               |               |
| 30 giu.      | 2-1          | Amatori Modena-MDA Roma        | 4-1           | 6 ott.        |
| 30 giu.      | 3-3          | Bassano-Triestina              | 2-4           | 6 ott.        |
| 30 giu.      | 9-5          | DLF Trieste-Pol. Follonica     | 0-4           | 6 ott.        |
| 30 giu.      | 4-5          | Goriziana-Laverda Breganze     | 8-10          | 6 ott.        |
| 30 giu.      | 6-1          | Marzotto Valdagno-Amatori Lodi | 2-4           | 6 ott.        |
| 30 giu.      | 6-5          | Monza-Novara                   | 4-12          | 6 ott.        |

| \| Andata (11ª) \| Andata (11ª) \| Undicesima giornata \| Ritorno (22ª) \| Ritorno (22ª) \| \| \| \| \| \| \| \| 7 lug. \| 7-3 \| Amatori Lodi-Goriziana \| 5-7 \| 13 ott. \| \| 7 lug. \| 4-5 \| DLF Trieste-Bassano \| 5-15 \| 13 ott. \| \| 7 lug. \| 4-5 \| Pol. Follonica-Monza \| 3-3 \| 13 ott. \| \| 7 lug. \| 10-4 \| Laverda Breganze-Amatori Modena \| 8-4 \| 13 ott. \| \| 7 lug. \| 1-3 \| MDA Roma-Marzotto Valdagno \| 4-4 \| 13 ott. \| \| 7 lug. \| 14-2 \| Novara-Triestina \| 12-7 \| 13 ott. \| |              |                                 |               |               |
| Andata (11ª) | Andata (11ª) | Undicesima giornata             | Ritorno (22ª) | Ritorno (22ª) |
| |              |                                 |               |               |
| 7 lug. | 7-3          | Amatori Lodi-Goriziana          | 5-7           | 13 ott.       |
| 7 lug. | 4-5          | DLF Trieste-Bassano             | 5-15          | 13 ott.       |
| 7 lug. | 4-5          | Pol. Follonica-Monza            | 3-3           | 13 ott.       |
| 7 lug. | 10-4         | Laverda Breganze-Amatori Modena | 8-4           | 13 ott.       |
| 7 lug. | 1-3          | MDA Roma-Marzotto Valdagno      | 4-4           | 13 ott.       |
| 7 lug. | 14-2         | Novara-Triestina                | 12-7          | 13 ott.       |

## Classifica finale
|  | Pos. | Squadra           | Pt | G  | V  | N | P  | GF  | GS  | DR   |
|  | ---- | ----------------- | -- | -- | -- | - | -- | --- | --- | ---- |
|  | 1.   | Novara            | 40 | 22 | 20 | 0 | 2  | 183 | 65  | +118 |
|  | 2.   | Laverda Breganze  | 37 | 22 | 17 | 3 | 2  | 138 | 72  | +66  |
|  | 3.   | Monza             | 30 | 22 | 14 | 2 | 6  | 109 | 97  | +12  |
|  | 4.   | Amatori Lodi      | 29 | 22 | 13 | 3 | 6  | 93  | 73  | +20  |
|  | 5.   | Follonica         | 24 | 22 | 11 | 2 | 9  | 99  | 95  | +4   |
|  | 6.   | Triestina         | 24 | 22 | 11 | 2 | 9  | 99  | 111 | -12  |
|  | 7.   | Marzotto Valdagno | 18 | 22 | 8  | 2 | 12 | 106 | 115 | -9   |
|  | 8.   | Goriziana         | 17 | 22 | 7  | 3 | 12 | 105 | 127 | -22  |
|  | 9.   | Bassano           | 16 | 22 | 7  | 2 | 13 | 91  | 125 | -34  |
|  | 10.  | Amatori Modena    | 15 | 22 | 6  | 3 | 13 | 92  | 109 | -17  |
|  | 11.  | DLF Trieste       | 9  | 22 | 4  | 1 | 17 | 79  | 157 | -78  |
|  | 12.  | MDA Roma          | 5  | 22 | 2  | 1 | 19 | 47  | 95  | -48  |

Legenda:
      Campione d'Italia e qualificato in Coppa dei Campioni 1973-1974
      Retrocessa in Serie B.
Note:
Due punti a vittoria, uno a pareggio, zero a sconfitta.
La Pol. Follonica prevale sulla Triestina in virtù della migliore differenza generale.

## Verdetti
| Verdetto                          | Club                 |
| --------------------------------- | -------------------- |
| Campione d'Italia 1973            | Novara (17º titolo)  |
| Qualificato in Coppa dei Campioni | Novara               |
| Retrocesse in Serie B             | DLF Trieste MDA Roma |

### Squadra campione
| N° | Naz.                   | Ruolo | Sportivo              |  |  |  |
| -- | ---------------------- | ----- | --------------------- |  |  |  |
| 2  | Italia (bandiera)      | E     | Gianpietro Aina       |  |  |  |
| 4  | Italia (bandiera)      | E     | Beniamino Battistella |  |  |  |
| 6  | Italia (bandiera)      | E     | Roberto Borrini       |  |  |  |
| 8  | Italia (bandiera)      | E     | Pierluigi Colombo     |  |  |  |
| 1  | Italia (bandiera)      | P     | Francesco Fontana     |  |  |  |
| 9  | Italia (bandiera)      | E     | Giorgio Santini       |  |  |  |
| 3  | Italia (bandiera)      | E     | Franco Mora           |  |  |  |
| 7  | Paesi Bassi (bandiera) | E     | Robert Olthoff        |  |  |  |
| 10 | Italia (bandiera)      | P     | Mario Romussi         |  |  |  |
| 5  | Italia (bandiera)      | E     | Renzo Zaffinetti      |  |  |  |

- Allenatore:  Gianpietro Aina

## Statistiche del torneo

### Capoliste solitarie
|    | —— | —— | ——     | —— | —— | —— | —— | —— | ——  | ——  | ——  | ——  | ——  | ——  | ——  | ——  | ——  | ——  | ——  | ——  | ——  | —— |  |
|    |    |    | Novara |    |    |    |    |    |     |     |     |     |     |     |     |     |     |     |     |     |     |    |  |
|    |    |    |        |    |    |    |    |    |     |     |     |     |     |     |     |     |     |     |     |     |     |    |  |
|    |    |    |        |    |    |    |    |    |     |     |     |     |     |     |     |     |     |     |     |     |     |    |  |
| 1ª | 2ª | 3ª | 4ª     | 5ª | 6ª | 7ª | 8ª | 9ª | 10ª | 11ª | 12ª | 13ª | 14ª | 15ª | 16ª | 17ª | 18ª | 19ª | 20ª | 21ª | 22ª |    |  |

### Classifica in divenire
|                   | 1ª | 2ª | 3ª | 4ª | 5ª | 6ª | 7ª | 8ª | 9ª | 10ª | 11ª | 12ª | 13ª | 14ª | 15ª | 16ª | 17ª | 18ª | 19ª | 20ª | 21ª | 22ª |
| ----------------- | -- | -- | -- | -- | -- | -- | -- | -- | -- | --- | --- | --- | --- | --- | --- | --- | --- | --- | --- | --- | --- | --- |
| Amatori Lodi      | 1  | 3  | 5  | 7  | 9  | 9  | 11 | 12 | 14 | 14  | 16  | 16  | 18  | 20  | 20  | 21  | 21  | 23  | 25  | 27  | 29  | 29  |
| Amatori Modena    | 0  | 2  | 2  | 2  | 2  | 2  | 2  | 3  | 3  | 5   | 5   | 7   | 7   | 7   | 8   | 9   | 9   | 9   | 11  | 13  | 15  | 15  |
| Bassano           | 2  | 2  | 4  | 6  | 8  | 8  | 8  | 9  | 9  | 10  | 12  | 12  | 12  | 12  | 14  | 14  | 14  | 14  | 14  | 14  | 14  | 16  |
| DLF Trieste       | 0  | 0  | 1  | 1  | 1  | 1  | 1  | 1  | 1  | 3   | 3   | 3   | 5   | 5   | 5   | 5   | 5   | 7   | 9   | 9   | 9   | 9   |
| Goriziana         | 2  | 2  | 3  | 5  | 5  | 5  | 7  | 7  | 7  | 7   | 7   | 7   | 8   | 10  | 11  | 11  | 11  | 13  | 13  | 15  | 15  | 17  |
| Laverda Breganze  | 1  | 3  | 3  | 5  | 5  | 7  | 8  | 9  | 11 | 13  | 15  | 17  | 19  | 21  | 23  | 25  | 27  | 29  | 31  | 33  | 35  | 37  |
| Marzotto Valdagno | 0  | 0  | 0  | 0  | 2  | 4  | 4  | 5  | 5  | 7   | 9   | 9   | 11  | 13  | 13  | 15  | 17  | 17  | 17  | 17  | 17  | 18  |
| MDA Roma          | 0  | 0  | 0  | 0  | 0  | 0  | 2  | 2  | 2  | 2   | 2   | 4   | 4   | 4   | 4   | 4   | 4   | 4   | 4   | 4   | 4   | 5   |
| Monza             | 2  | 4  | 6  | 6  | 8  | 10 | 10 | 12 | 14 | 16  | 18  | 20  | 21  | 23  | 25  | 25  | 27  | 27  | 27  | 29  | 29  | 30  |
| Novara            | 2  | 4  | 6  | 8  | 10 | 12 | 14 | 16 | 18 | 18  | 20  | 22  | 24  | 24  | 26  | 28  | 30  | 32  | 34  | 36  | 38  | 40  |
| Follonica         | 2  | 2  | 4  | 4  | 4  | 6  | 8  | 9  | 11 | 11  | 11  | 11  | 11  | 13  | 15  | 17  | 19  | 21  | 21  | 21  | 23  | 24  |
| Triestina         | 0  | 2  | 2  | 4  | 6  | 8  | 9  | 11 | 13 | 14  | 14  | 16  | 16  | 16  | 16  | 18  | 20  | 20  | 22  | 22  | 24  | 24  |

### Record squadre
- Maggior numero di vittorie: Novara (20)
- Minor numero di vittorie: MDA Roma (2)
- Maggior numero di pareggi: Amatori Lodi, Amatori Modena, Goriziana e Laverda Breganze (3)
- Minor numero di pareggi: Novara (0)
- Maggior numero di sconfitte: MDA Roma (19)
- Minor numero di sconfitte: Laverda Breganze e Novara (2)
- Miglior attacco: Novara (183 reti realizzate)
- Peggior attacco: MDA Roma (47 reti realizzate)
- Miglior difesa: Novara (65 reti subite)
- Peggior difesa: DLF Trieste (157 reti subite)
- Miglior differenza reti: Novara (+118)
- Peggior differenza reti: DLF Trieste (-78)

### Classifica cannonieri
| Gol |  |  | Giocatore             | Squadra |
| --- |  |  | --------------------- | ------- |
| 60  |  |  | Beniamino Battistella | Novara  |